# Ailuronyx seychellensis
Ailuronyx seychellensis е вид влечуго от семейство Геконови (Gekkonidae). Видът не е застрашен от изчезване.

## Разпространение и местообитание
Разпространен е в Сейшели.
Обитава тропически райони, райони със субтропичен климат, скалисти и гористи местности, градини, крайбрежия и плантации.

## Описание
Популацията на вида е стабилна.